# イギリス領ヴァージン諸島の法
イギリス領ヴァージン諸島の法（the law of the British Virgin Islands）は、コモン・ローと成文法から成っており、主としてイングランド法を基礎とする。

## 概要
イギリス領ヴァージン諸島の法は、その傾向として、とても古いものととても新しいものから成っている。同諸島は、有数のオフショア金融センターとして、会社法、倒産法、銀行法、信託法、保険法その他関連する事項については、極めて現代的な法律を有する。しかしながら、家族法のような多くの法分野についてはとても古いイングランドの法律を基礎としており、現代においては問題を生じさせるものとなっている。国際法などの法分野については、基本的には、枢密院勅令により、ロンドンの外務・英連邦省を通じて外部から規制されている。イギリス領ヴァージン諸島の法の大部分はコモン・ローにより構成されているが、これは、同諸島や他の英米法諸国における判例を通じて継続的に発展している。
イギリス領ヴァージン諸島はイギリスの属領である。現地の立法府および裁判所はイギリスから独立しているものの、イギリス政府がイギリス領ヴァージン諸島のためにそのほとんどの国際関係を処理する。また、イギリス領ヴァージン諸島は、国際連合において別個の議決権を有しない。

## 法制史

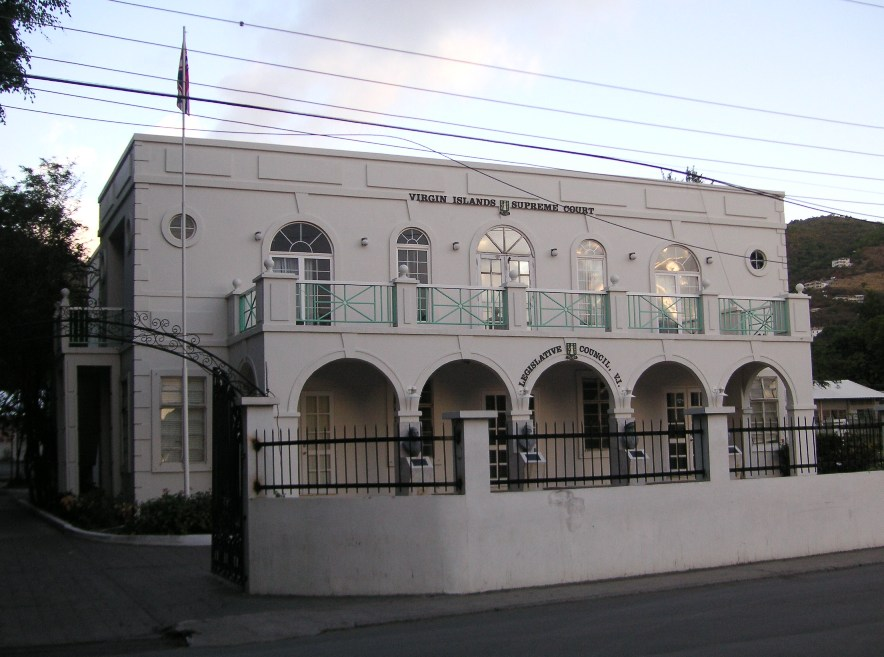
ヴァージン諸島の高等法院庁舎（旧立法評議会庁舎）

イギリス領ヴァージン諸島の法制史の初期については若干の制約を伴う。植民地時代においてはしばしば同諸島の支配者が明らかでなかったためである。イギリス領ヴァージン諸島に近世以降において最初に植民したのはオランダ人であったが、1628年に、イングランド国王がウィロビー卿（Lord Willoughby）に対して今で言うイギリス領ヴァージン諸島への植民の特許状を発行した。イギリス人は第三次英蘭戦争中の1672年にオランダ人を追放したが、その後、同諸島をオランダ人に返還する意志を表明した。後にオランダ人は手を引き、1698年にイギリス政府は同諸島はイギリスの版図であるとの見解を採用した。
1773年以前は、イギリス領ヴァージン諸島は自身の立法府を有していなかった。これ以前は、同諸島に対してはアンティグア所在のリーワード諸島の立法府により法律の効力が及ぼされていた。これらの法律の一部は今なおイギリス領ヴァージン諸島において有効であり、例としては、1705年に制定されたコモン・ロー（適用の宣言）法（Common Law (Declaration of Application) Act）(Cap 13)がある。これらの法律の有効性に関する疑義は、1865年植民地法律効力法（Colonial Laws Validity Act 1865）によって解消された。
1774年1月27日に立法議会（Legislative Assembly）が設置されたが、統治機構の枠組みが定まるまでにはさらにまる10年を要した。問題の一部はイギリス領ヴァージン諸島の人口が少なかったことであり、そのため政府機関を組織することはほとんど不可能であった。
1776年にジョージ・サックリング（George Suckling）が首席判事（Chief Justice）に任命されたが、到着したのは1778年であった。これは、同諸島における政治的な駆引きのためであった。到着後、立法府は裁判所法案（Court Bill）の可決を拒否することで、結果としてサックリングを排除した。イギリス領ヴァージン諸島における現地の立法府により最初に可決された法律は、逃亡奴隷の処罰に関するものであった。2番目の法律は、長年の境界紛争を解決するための仕組みを定めるものであった。いずれも、疑いなく同諸島の自由人たる住民の関心を反映したものであった。
しかしながら、総督（Governor-General）は、裁判所法案（Court Bill）が可決されるまでは、いかなる法案についても裁可を拒否した。立法議会（Legislative Assembly）により可決された法案はアンティグア所在の総督により承認される必要があるところ、初期の立法についてはしばしば裁可が拒否された。なお、準連邦制度の下で、法律は依然としてリーワード諸島立法議会（Legislative Assembly）によって可決されることも可能であり、そのような法律はリーワード諸島のイギリス領全域にわたって適用された。総督はこの拒否権によって、ヴァージン諸島に対して裁判所を設置する制定法の可決を強制したのである。
結局、裁判所法案（Court Bill）は1783年に可決されたが、妥協として、権原を有効化する法案もまた可決された。それでもなお、選任を受け入れてくれる首席判事（Chief Justice）を得るのにはさらに若干の時を要した。
しかしながら、19世紀における奴隷制の廃止と砂糖の価格暴落は、イギリス領ヴァージン諸島の事実上の経済的破綻をもたらし、立法府はしばらくの間はなんとか活動してはいたものの、結果として1901年に正式に解散するに至った。かの有名な1947年の行進を経て、立法府は1950年に復活し、1967年には恒久的な自治権が与えられた。

### アーサー・ホッジ
国際的観点からは、イギリス領ヴァージン諸島の法制史において生じたおそらく最も重要な出来事は、奴隷の殺害を理由とするアーサー・ウィリアム・ホッジ（Arthur William Hodge）に対する裁判と処刑であろう。イギリス臣民が奴隷の殺害を理由に処刑された唯一の事例である。

## 法源

### コモン・ローと衡平法
イングランドのコモン・ローと衡平法の原則は、法律によってイギリス領ヴァージン諸島にも拡張されている。
コモン・ロー（適用の宣言）法（The Common Law (Declaration of Application) Act）(Cap 13)は以下のように規定する。
That the Common Law of England, as far as it stands unaltered by any writ[t]en Laws of these Islands, or some of them, confirmed by Your Majesty ... is in force in each of these your Majesty's Leeward Charibee [Caribbean] Islands...
（イングランドのコモン・ローは、陛下により確認された本諸島の一ないし複数の成文法律による変更を受けないでいる限りにおいて、…これらの陛下のリーワード・カリブ諸島の各島において効力を有する…）
西インド提携国家最高裁判所（ヴァージン諸島）法（West Indies Associated States Supreme Court (Virgin Islands) Act）(Cap 80)は以下のように規定する。
In all matters in which there was formerly or is any conflict or variance between the rules of equity and the rules of common law with reference to the same matter the rules of equity shall prevail.
（衡平法の準則およびコモン・ローの準則の間で、同一事項に関して抵触または相違が、かつてあり、または現にある全ての事項について、衡平法の準則が優先する。）

### 制定法

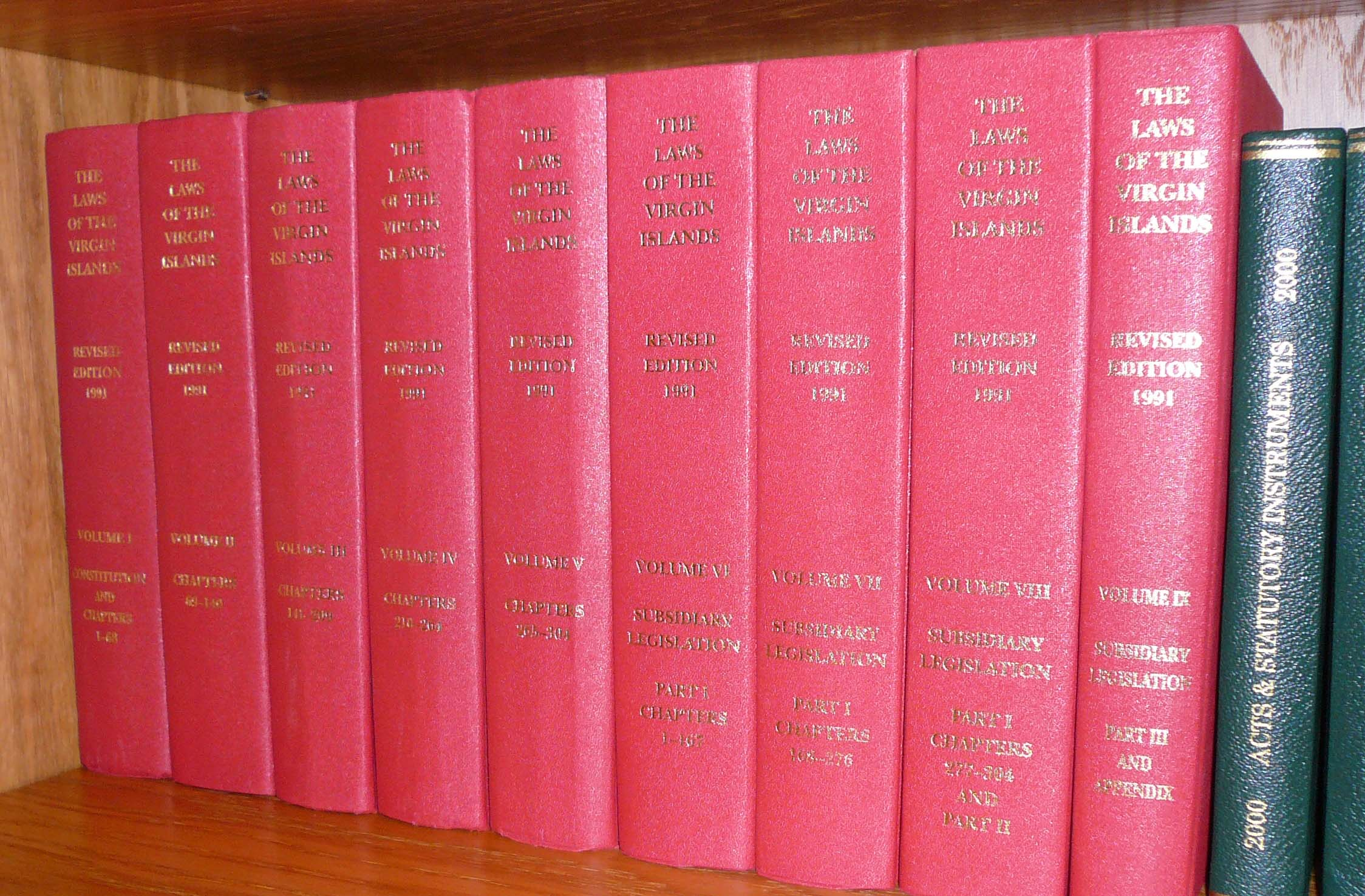
ヴァージン諸島改訂法律集（Revised Laws of the Virgin Islands）（1991年）

現地の法律は、イギリス領ヴァージン諸島の議会（House of Assembly）によって可決される。法律は、同諸島における女王の代理人たる知事（Governor）による国王裁可（Royal Assent）を得る必要があるが、現代においては、国王裁可の拒否はこの法域においては一度も起きていない。
定期的に、イギリス領ヴァージン諸島の法律は、統合され「ヴァージン諸島改訂法律集」（Revised Laws of the Virgin Islands）として刊行される。最新版は1991年のものである。この際に、全ての法律に、特定の章番号（通常「Cap.」と略記される。）が付される。そのため、仲裁法（Arbitration Act）は通常「Arbitration Act (Cap 6)」と引用される。1991年より後に可決された法律は、通常は年号によって呼ばれ、したがって、商船法（Merchant Shipping Act）は、通常は「Merchant Shipping Act, 2001」と呼ばれるが、正式に「Merchant Shipping Act (No 13 of 2001)」と呼んでもよい。
1991年以降もしばしば、ヴァージン諸島の法律の新たな改訂法律集を作成することについて議論がされてきた。しかしながら、この作業は、制定法の変更のペースに照らすと今日では極めて困難なものとなるだろうし、また、実際上の観点からも予見可能な将来において新たに統合版が作成されることはほとんど起こりそうにない。

### 枢密院勅令
枢密院勅令（Order in Council）は、イギリス政府によって発せられ公布される制定法の一形態である。その扱う内容は、機械的な事項であって、現地の立法府の負担とするのは実際的でないようなものである。例えば、国際連合安全保障理事会の決議を法律に取り込むようなことである。立法のその他様々な高度に技術的な側面は、枢密院勅令によって扱われる。例えば、イギリス領ヴァージン諸島の法律で民間航空に関するものは全てこの方法によって公布された。
しかしながら、枢密院勅令は、現地では不評で通常の民主的過程を用いると可決が困難であろう措置をイギリス政府が押し通すために用いられる場合もある。近時の例としては、1991年の謀殺に対する死刑の廃止や、2000年の同性愛の非犯罪化がある。

## 各法分野

### 商事法

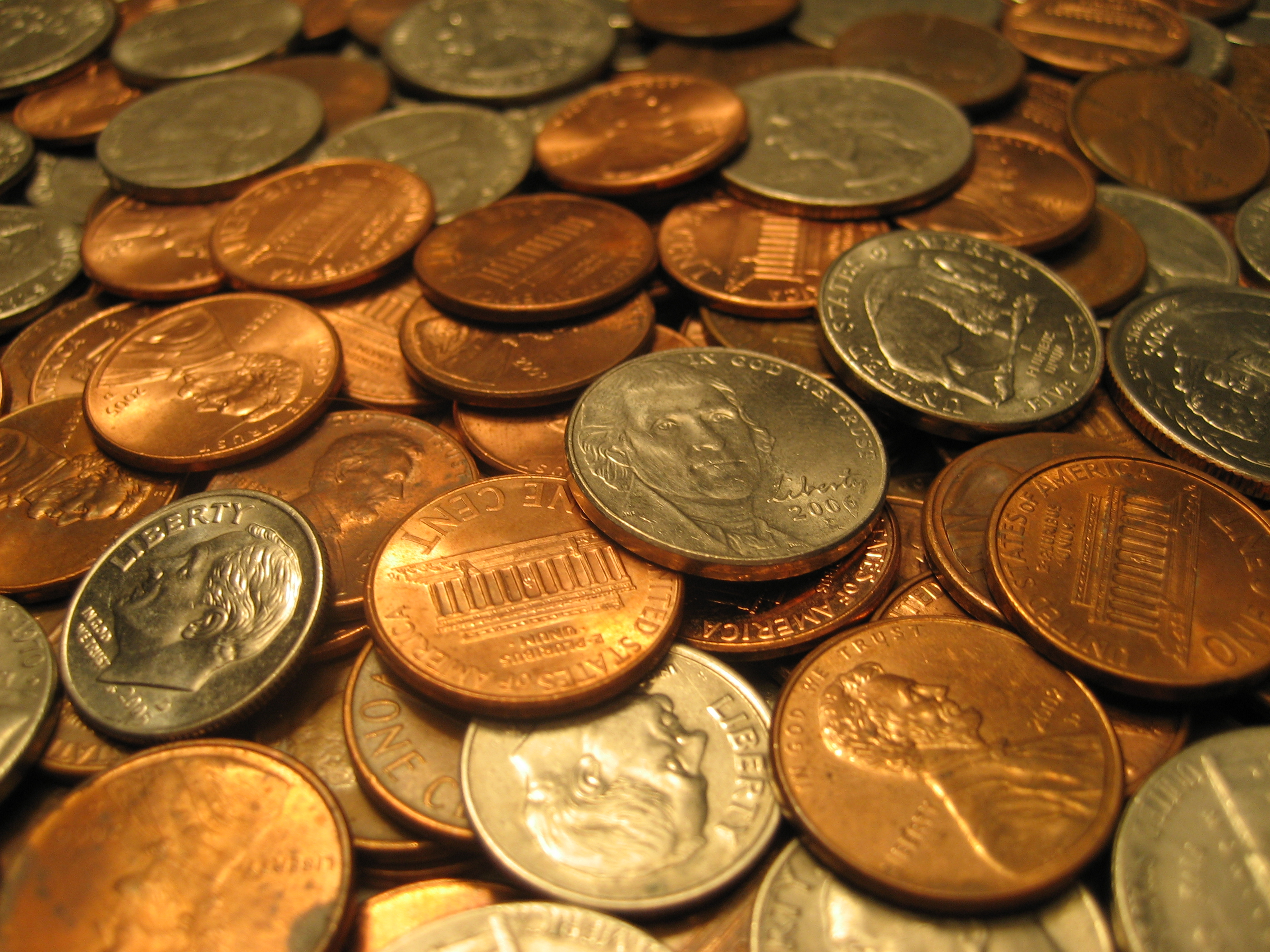
商事法は、イギリス領ヴァージン諸島の立法過程において重視される。

一般論として、商事法はイギリス領ヴァージン諸島においては比較的発達している。会社法および倒産法の法律は最先端にある。電子商取引の育成のための新たな立法も行われた。その他の制定法については、若干異なる。仲裁と為替手形に関する制定法はあまり現代的ではないが、それでもなお実効的である。制定法によっては現代化が必要なものもある。1967年に制定された譲渡・財産権法（Conveyancing and Law of Property Act）(Cap 220)には、妻が財産を自己の名義で保有することができるようになる時点を明確化する規定が今なお含まれている。

#### 競争法
イギリス領ヴァージン諸島においては、言及に値するような競争法はほぼ存在しない。事実、状況は全く逆なのである。数多くの特定の法定独占が同諸島の制定法により保護され維持されており、その他の分野でも、市場への新規参入者は注意深く精査され、現地の事業に競争をもたらし得る場合には参入が阻止され得る。

#### 会社法
イギリス領ヴァージン諸島の会社法典は、世界で最も洗練されたものの1つである。1984年までは、イギリス領ヴァージン諸島における会社設立は全て、1885年制定の会社法（Companies Act）(Cap 285)に基づいて行われていた。1984年に、同諸島は、国際事業会社法（International Business Companies Act）を制定し、これにより、国際事業会社（international business company）を設立するための洗練された最新の法的仕組みが整備され、これは他のタックス・ヘイヴンに広く模倣された。2004年には、2004年BVI事業会社法が制定され、その後1年間は、これら3つの法律のいずれによっても会社を設立することが可能であった。しかしながら、2006年1月1日からは、国際事業会社法（その後廃止）に基づいて設立することはできなくなり、2008年1月1日からは、会社法に基づいて設立することもできなくなった。こうして、2004年BVI事業会社法が唯一の会社法制となった。
BVI事業会社法は、主としてニュージーランドの会社法を基礎としているが、数多くのオフショア金融センター特有の特徴（例えば、株式買付けに対する財務支援（financial assistance）や過少資本に対する制限の排除や、現物配当の許容）を含むように変更もされている。いくつか若干新奇で急進的な手段も採用されており、例えば、資本金（share capital）の概念や資本剰余金（share premium）に関するルールは廃止されている。これらの内容は、オフショア市場においてさえも若干先進的なものであったため、結論を得るのには若干の時を要した。この法律は、マン島により大幅に模倣されているが、旧国際事業会社法のように広く模倣されることになるかはまだ分からない。
イギリス領ヴァージン諸島においては、1996年パートナーシップ法（Partnership Act, 1996）に基づいてリミテッド・ライアビリティ・パートナーシップを組成することもまた可能である。

#### 倒産法
倒産、破産および清算に関する法は、イギリス領ヴァージン諸島においては、2003年倒産法（Insolvency Act, 2003）および2005年倒産規則（Insolvency Rules, 2005）によって規制されている。2003年倒産法は、主としてイギリスの1986年倒産法（Insolvency Act 1986）を基礎としているが（イギリスの2002年企業法（Enterprise Act 2002）による変更は含まない。）、同諸島のオフショア・センターとしての役割に関連する一定の事項については変更されている。この法律には、デリバティブ取引の期限前解約時の決済を容易にすべくISDA方式の一括清算法も定められている。さらに、ストラクチャード・ファイナンス取引を保護するために、倒産時に否認され得る取引（主として、過少対価取引（undervalue transaction）、不公正偏頗行為（unfair preference）および否認対象浮動担保権（voidable floating charge））に関して、一定のセーフ・ハーバー規定も定められている。

#### 金融サービス
イギリス領ヴァージン諸島法の大部分は、「金融サービス」（financial services）と総称されるものの規制のために捧げられている。金融サービスは、大まかに言えば、特定の規制を要するオフショア事業を意味する。金融サービスに関する主要な法律は以下のとおり。
- 2010年証券・投資事業法（Securities and Investment Business Act, 2010）
- 1990年銀行・信託会社法（Banks and Trust Companies Act, 1990）
- 2008年保険法（Insurance Act, 2008）
- 1990年会社管理法（Company Management Act, 1990）
- 2009年融資・資金事業法（Financing and Money Services Act, 2009）

イギリス領ヴァージン諸島における金融サービスは、BVI金融サービス委員会（BVI Financial Services Commission：通常はFSCと略称。)によって規制されている。

#### 租税法
イギリス領バージン諸島には、ほとんど課税がない。確かに同諸島において厳密には所得税は存在するが、実効税率はゼロである。譲渡所得税も、贈与税も、売上税も、付加価値税も、相続税もない。この法域において実際に課される租税負担は以下のもののみである。
- 給与税（payroll tax）：同諸島内の従業員について課される[7]。
- 印紙税（stamp duty）：通常は、土地の譲渡または土地を所有する会社の株式の譲渡についてのみ適用がある[8]。
- 税関輸入税（customs import duty）.
- 土地税（land tax）および家屋税（house tax）[9]
- 種々の付属的な租税や許認可手数料[10]

イギリス領ヴァージン諸島は、一般に、タックス・ヘイヴンと認められる地域のリストの多くに掲載されている。

### 憲法
現在のイギリス領ヴァージン諸島の憲法は、2007年に公布された4番目のものであるが、これは最初の憲法が1950年であったことを考えると相当規模の再編である。最新の憲法が施行されたのは、2007年総選挙の後である。2010年までに、ラルフ・オニール（Ralph O'Neal）首相は、すでに、さらなる憲法の見直しを目指している。
イギリス領ヴァージン諸島の憲法は、独特の文化的アイデンティティーを重視しており、人権と法の支配を擁護するとの確約を規定し、神への国家的信仰を明言する。人権と平等な取扱いの保護が強く明言されているにもかかわらず、憲法は、課税と雇用に関して非現地人（non-belonger）を差別する権利を明示的に維持している。憲法は、同諸島における憲法の発展を促進するための数多くの委員会の設置を求めているが、その多くは一度も設置されていない。
2007年6月13日付け「委託状」（letter of entrustment）に基づいて、イギリス政府はイギリス領ヴァージン諸島に対してその対外関係を処理する広範囲の裁量権を委譲し、さらにイギリス政府は、その他の事項について何らかの措置の要求があれば「同情的な考慮」（sympathetic consideration）をする旨を付け加えた。

### 契約法
イギリス領ヴァージン諸島の契約法はほぼ完全にイングランドのコモン・ローを基礎としている。イギリス領ヴァージン諸島には1999年契約（第三者の権利）法（Contract (Rights of Third Parties) Act 1999）に相当するものはなく、厳格な契約関係（privity of contract）の原則を適用する。

### 刑法
1997年には、イギリス領ヴァージン諸島の刑法のほとんど全てが単一の制定法に統合され、1997年刑法典（Criminal Code, 1997）となった。一般論としては刑法に係る法律を全て単一の法源に統合するのが望ましかったが、コモン・ロー上の犯罪について執られた「ありのまま」（warts and all）アプローチには批判がなされた。例えば、強姦に関しては、刑法典の規定によれば、男はその妻を強姦しても罪とならないが、これは1991年以降はコモン・ロー上のルールではなかったのである。
一般論として、この法域における最も重大な類型の犯罪の取扱いは、祖法たるイングランドのコモン・ローおよび特定のヴィクトリア朝期の法律（1861年対人犯罪法（Offences Against the Person Act, 1861）など）における場合と同じ原則による。
謀殺に対する死刑は1991年に廃止されたが（議論はあったが。）、その後、最後に残った犯罪（海賊および反逆）についても2001年に廃止された。

### 家族法
国際的観点からは、イギリス領ヴァージン諸島の家族法は比較的未発展である。扶養料の水準は時代外れの制定法の規定により固定されているため、離婚・別居後の扶養の水準は極めて低い。未婚の父は、比較的小さな水準でしか、父権に関して制定法上の保護を受けられない。非嫡出子は、無遺言相続（intestacy）に際しては相続権がない。

### 財産法
イギリス領ヴァージン諸島における財産法は、間断的および定期的な改革を経験してきたに留まる。財産権を取り扱う主要な制定法は、譲渡・財産権法（Conveyancing and Law of Property Act）(Cap 220)であり、これはずっと古いイングランドの制定法を基礎とするものである。この法律の現代化が必要であることの黙示の承認は、2004年BVI事業会社法において見ることができる。同法は、（ストラクチャード・ファイナンス取引を促進するために）イギリス領ヴァージン諸島内の会社の株式に対する担保権（security interest）に関しては、当事者は、譲渡・財産権法の効力を完全に排除することができるものと規定している。
物的財産（不動産）に関しては、イギリス領バージン諸島はトレンスシステム（Torrens registration system）を1970年代初期から採用しており、これにより同諸島内の物的財産の譲渡は相当程度単純化された。同諸島の地籍測量（Cadastral survey）は1972年に完了し、この新しいシステムは1974年までにほぼ完全に施行された。イギリス領ヴァージン諸島内の物的財産の購入を希望する非居住者は、非現地人土地保有免許（Non-Belongers Land Holding License）を得る必要がある。

### 不法行為法
イギリス領ヴァージン諸島の不法行為法はほぼ完全にイングランドのコモン・ローを基礎としている。

### 信託法と衡平法
イギリス領バージン諸島における信託法および衡平法はイングランド法に直接に由来するが、オフショア金融センターとしての同諸島の地位を反映して制定法による変更も行われている。オフショア信託の通常の特徴は全て、同諸島の法律によって可能となっている―すなわち、非慈善目的信託、拘束許容期間（ perpetuity period）の延長、Bartlett v Barclays Bank事件の準則の撤廃、および投資権限の拡大である。
T Choithram International SA v Pagarani [2001] 2 All ER 492事件における「不完全贈与」（imperfect gift）に対する重要な枢密院の判断は、イギリス領ヴァージン諸島の裁判所からの上訴であった。

### 他の法分野
- 労働法：イギリス領ヴァージン諸島の労働法は、完全に、現地の労働力を外部の競合から保護するものとして設計されている。何人も、現地人身分（ belonger status）を有しなければ、労働許可または免除が必要となる。また、現地の雇用者は、適切な能力のある現地人がいる場合には外国人を雇用することを禁じられている。なお、同諸島の労働法は、単一の法律に法典化されており、それが2010年労働法典（Labour Code, 2010）である。
- 移民法：同様に、イギリス領ヴァージン諸島は移民に関しても極めて制限的な立場である。同諸島内での出生でさえも、現地人身分（belonger status）を与えられるのには十分ではない（いずれもが現地人（belonger）である両親から出生した場合を除く。）。長期の居住期間を経て帰化することは可能であるが、25年未満の期間での帰化はまれであり、しばしば、これよりもずっと長期である。イギリス領ヴァージン諸島政府は各年25人しか新たな現地人（belonger）を帰化させない旨を表明している。イギリス領ヴァージン諸島の法律は、公然と非現地人（non-belonger）を差別する。例えば、土地の購入に対する印紙税は、現地人（belonger）に対しては4％だが、非現地人（non-belonger）に対しては12％である。
- 捜査法：オフショア金融センターとしての立場のため、イギリス領ヴァージン諸島は、その経済規模からすると全く不釣り合いな規制上の責任を負っている。その結果が、不法な脱税、資金洗浄およびテロリストへの資金援助に対して捜査し抑制するための多数の制定法である。そして、その不幸な結果が、経験を積んだ実務家や裁判官でさえも従うにはあまりに極めて複雑な規制ルールのパッチワークである。特定の国との間の二国間協定を反映した法律もあれば[18]、犯罪の特定の段階に関する法律もあれば[19]、一般的に適用される法律もある[20]。不幸なことに、抵触する基準や目的を有する国際的な協定、イニシアティヴおよび条約が多数にわたるために、いかなる種類の合理化も統合も、全く起こりそうにない。

## 人権
イギリス領ヴァージン諸島においては、実際上、基本的人権は広く尊重されている。言論の自由の抑圧、民主制または法の支配の妨害、および恣意的な逮捕や拷問は、まず知られていない。同諸島は、「一般的に人権侵害がない」（generally free of human rights abuses）とされており、政府は「人権の保護のために強力かつ事前対策的なアプローチ」（a strong and proactive approach to the protection of human rights）を執っていると評されている。
しかしながら、イギリス領ヴァージン諸島の法律は公然といわゆる「現地人身分」（belonger status）を有しない者に対する差別を行っている。この差別は、同諸島の憲法においても明示的に維持されており、同憲法は非現地人（non-belonger）を非差別保護の完全な対象からは除外している。

## 法制度

### 執行府
イギリス領ヴァージン諸島の憲法に基づいて、執行権は、君主が有し、知事（Governor）を通じて行使される。憲法はさらに、内閣（Cabinet）（旧憲法においては執行評議会（Executive Counsil）と呼ばれたため、今なお現地ではしばしば「Exco」と略称される。）の構成についても規定する。内閣は、首相（Premier）、法務総裁（Attorney General）および他の4名の大臣によって構成される。知事は、通常、閣議に出席し、これを主宰する。
憲法は、一定の重要な機能を知事に留保している。例えば、以下のようなものがある。
1. 対外関係（一定の特に除外された事項を除く。）
2. 防衛（軍隊を含む。）
3. 治安（警察を含む。）
4. 公職に在り、またはこれを代行する者の職務条件
5. 裁判所の管理

知事は、恩赦大権やその他憲法に基づく一定の大権を保持している。

### 立法府
イギリス領ヴァージン諸島の立法府は、議会（House of Assembly of the British Virgin Islands） (旧憲法においては立法評議会（Legislative Council）と呼ばれ、今なお現地ではしばしば「LegCo」と略称される。)と君主によって構成される。議会は13名の被選挙議員から構成され、うち9名は選挙区と紐付けられ、4名は全域を代表する。現地人身分（belonger status）は議員としての被選挙権の要件である。

### 司法府
イギリス領ヴァージン諸島においては、小規模の紛争や軽犯罪については治安判事裁判所（Magistrate's Court）が取り扱う。より重大な事項は高等法院（High Court）が取り扱う。
イギリス領ヴァージン諸島は東カリブ最高裁判所（Eastern Caribbean Supreme Court）巡回区に属する。その規模からすると普通ではないが、イギリス領ヴァージン諸島には、2名の裁判官が常在する。イギリス領ヴァージン諸島には東カリブ最高裁判所の商事裁判所があり、これは2009年4月9日に開設された。勅選弁護士エドワード・バニスター（Edward Bannister QC）判事が就任の宣誓を行い、当初は仮の施設で執務したが、新しい商事裁判所庁舎が2009年11月4日に開設された。
高等法院（High Court）からの上訴は東カリブ控訴院（Eastern Caribbean Court of Appeal）が取り扱う。最終的な上訴は枢密院が取り扱う。イギリス領ヴァージン諸島は、この領域においてカリブ司法裁判所（Caribbean Court of Justice）に反対する比較的数少ない法域の1つである。イギリス領ヴァージン諸島弁護士会（British Virgin Islands Bar Association）は、常に、枢密院への最終上訴権の放棄については強い消極姿勢を表明してきた。

### 法律専門職
イギリス領ヴァージン諸島の法律専門職は法廷弁護士と事務弁護士に分離していない。法律専門職は非公式にイギリス領ヴァージン諸島弁護士会（British Virgin Islands Bar Association）によって規制されている。2006年に政府が公開した法律専門職法案（Legal Profession Bill）においては、より厳格な制定法上の規制手続の導入が提案されていたが、同法案は法律として可決されていない。

### 法律改革
イギリス領ヴァージン諸島は、同諸島の法律の見直しと改正を目的として法律委員会（Law Commission）を設置した。